# Ракушино (Новгородская область)
Ракушино — деревня в Крестецком районе Новгородской области. Входит в состав Новорахинского сельского поселения.

## География
Деревня Ракушино расположена на правом берегу реки Полометь, в 7,7 км к югу от деревни Старое Рахино, в 8,1 км к западу от деревни Сомёнка, в 22 км к югу от посёлка Крестцы.
Профилированная дорога длиной 4,2 км, проходящая среди густого соснового и елового леса в направлении юго-запада, соединяет Ракушино с деревней Зелёный Бор.

## Транспорт
Деревня Ракушино имеет автобусное сообщение с посёлком Крестцы и Великим Новгородом.

## Население
В 2002 — 96; в 2013 — 78; в 2014 — 80.
| 2002 | 2010 |
| ---- | ---- |
| 96   | ↘54  |

В 1908 году в селе Ракушино проживало 208 человек.
Общая динамика населения Рахинской волости в 1909—1917 годах позволяет предположить 266 человек к 1917 году.
Население сокращалось вследствие Красного террора, сталинских репрессий, Великой Отечественной войны, урбанизации.
Имена нескольких десятков ракушинцев, репрессированных и погибших на фронте, перечислены на памятных стеллах на сельском кладбище в Ракушино.

## История
В 1495 «вопчее» село Ракушино находилось в Налесском погосте Деревской пятины Новгородской земли.
Подробное описание села Ракушино приводится в Переписной Оброчной Книге Деревской пятины, наиболее ранней из известных писцовых книг.
В крупном селе Ракушино были боярские(6 дворов, 6 человек, 6 обеж), купеческие (2 дв., 2 ч., 2 об.), Вяжищского монастыря(4 дв., 5 ч., 4 об.) и Церкви Рождества Пречистыя в Крестцах(8 дв., 8 ч., 8 об.) вотчины, а также 33 двора
своеземцев (40 ч., 28 об.) и двор попа Микифора. Описан объём производства хлеба, сыра, льна, и соответствующие оброки.
Из писцовых книг XVI в.: 

В Налесском погосте в вопчем селце в Ракошине на Ивановском жеребью Васильева сына Захарьича Лятцкого 3 обжы с людми— 

село Ракошина на реке ПоломатЪ, а вЪ немЪ Введенье Пречистые, да теплый храмЪ Екатерина Христова Мученица, да пределЪ Никола ЧудотворецЪ— 
В 1776—1796 село Ракушино — в образованном Крестецком уезде Новгородской губернии.
Отмечено на картах 1787, 1788(53-й лист), 1792, 1794, 1807, 1812, 1816, 1826—1840 и 1844 годов.
В 1796—1802 — в Валдайском уезде.
С начала XIX века до 1922 — в Рахинской волости Крестецкого уезда Новгородской губернии.
Через Ракушино проходил Старо-Демянский тракт.
В 1827 году на средства прихожан в Ракушино была построена и освящена каменная Церковь в честь Введения во Храм Божией Матери(Пресвятой Богородицы) В ней имелось три престола: один в главном отделении храма, в холодном отделении церкви, и два в тёплой церкви в честь Успения Пресвятой Богородицы и святителя и чудотворца Николая. В храме имелись древние потир и лжица с датой 1741 года. При церкви существовала церковно-приходская школа. В годы лихолетья церковь в Ракушино была взорвана, от неё остались лишь огромные камни фундамента. Один из этих камней был использован для установки здесь памятной доски жертвам гражданской войны и политических репрессий в XX веке. А вблизи места, где стояла когда-то каменная церковь, устроена деревянная часовня в честь Казанской иконы Божией Матери.
К 1908 году в селе Ракушино имелись также часовня, земская школа, усадьбы И. В. Иванова, О. П. Афанасьевой, В. В. Николаевой, фельдшерский пункт, ямская станция, частная лавка.
В 1922—1928 деревня Ракушино входила в Зеленоборский сельсовет с центром в деревне Зелёный Бор, относившийся в 1922—1924 к Рахинской, в 1924—1927 — к объединённой Крестецкой волости Валдайского уезда, а в 1927—1928 — к образованному Крестецкому району.
В 1928 Зеленоборский, Каменно-Русский и часть Ямницкого сельсоветов были объединены в Ракушинский сельсовет с центром деревне Ракушино. В 1950 в Ракушинский сельсовет переданы деревни Грабилово и Рогвино из Старорахинского сельсовета, а в 1962 — деревни упразднённого Шутиловичского сельсовета(в том числе Сомёнка). В 1963—1965 Ракушинский сельсовет — в Валдайском сельском районе.
В 1971 году центр Ракушинского сельсовета перемещён в Сомёнку, на территории сельсовета начал работу совхоз «Озерки».

## Культура
В Ракушино есть клуб и библиотека (д.62).

## Экология
В 2009—2011 на территории Новорахинского сельского поселения были построены и развернули деятельность 6 объектов птицеводческого комплекса предприятия «Белгранкорм — Великий Новгород», что сразу дало сотни новых рабочих мест и привело к серьёзным экологическим проблемам. Старое Рахино и Ракушино погрязли в мухах и характерном запахе.
«Белгранкорм» подвергся резкой критике. После принятия «Белгранкормом» ряда мер, в том числе исправления технологии переработки отходов, эту проблему к 2015 в значительной степени удалось решить, однако в 2017 прокурорские проверки выявили в деятельности «Белгранкорм» факты выбросов вредных веществ в атмосферный воздух без специального разрешения.

## Экономика
В 2010 году вместе с Сомёнским сельским поселением деревня Ракушино вошла в состав Новорахинского сельского поселения; объекты бывшего совхоза «Озерки» вошли в агрохолдинг «Белгранкорм».
В 2011 «Белгранкорм — Великий Новгород» открыл в деревне Ракушино мощный птицерепродуктор.
В 2017 году «Белгранкорм» начал строительство к северу от деревни Ракушино нового молочного животноводческого комплекса на 700 животных стоимостью 220 млн рублей.

## Факты
- Праздник села Ракушино — 21 июля, в честь Казанской иконы Божией Матери[47][48][49].